# Vœgtlinshoffen
Vœgtlinshoffen è un comune francese di 560 abitanti situato nel dipartimento dell'Alto Reno nella regione del Grand Est.

## Società

### Evoluzione demografica
Abitanti censiti